# Žabnjakovke
Žabnjakovke (žabnjače; Ranunculaceae), biljna porodica iz reda žabnjakolike koja svoje ime dobiva po najvažnijem rodu, žabnjacima (Ranunculus) s ukupno 413 zasada priznatih vrsta. Ime dolazi od latinskog rānunculus "mala žaba, žabica", od rāna "žaba". Ostali važniji rodovi su Delphinium (457), Thalictrum (157), Clematis (373), i Aconitum (337). Broj vrsta koje još nisu prinate iz nekih razloga, znatno je veći.
Žabnjakovke mogu biti jednogodišnje biljke ili trajnice. Rastu po livadama i pašnjacima, često puta su otrovne i za ljude i za životinje, otrov protoanemonin. Među njima postoje i ljekovite vrste, a neke su i ukrasne.

## Opis
Ranunculaceae su porodica koja obuhvaća oko 2252 vrste u 62 roda cvjetnica, uglavnom ljekovitog bilja, koje su široko rasprostranjene u svim umjerenim i suptropskim regijama. U tropima se uglavnom javljaju na visokim nadmorskim visinama.
Listovi su obično naizmjenični i bez peteljki, a mogu biti jednostavni ili jako razdijeljeni, često s ovojnom bazom. Cvjetovi obično imaju dva do pet slobodnih čašica i mogu biti radijalno simetrični ili nepravilni. Latice su slobodne i ponekad brojne, ali obično ih ima pet ili manje. Muški i ženski dio (prašnici i tučkovi) obično su brojni i uvijek su odvojeni jedan od drugog.

### Popis potporodica i rodova
- Coptidoideae M.Tamura
  - Tribus Coptideae Langl. ex M. Tamura & K. Kosuge
    - Coptis Salisb. (15 spp.), koptis

  - Tribus Xanthorhizeae Small
    - Xanthorhiza Marshall (1 sp.), ksantorhiza
- Glaucidioideae Loconte
  - Glaucidium Siebold & Zucc., glaucidijum
- Hydrastidoideae Raf.
  - Hydrastis J.Ellis ex L., hidrastis, narančin korijen
- Ranunculoideae Arn.
  - Tribus Nigelleae Langl. ex M. Tamura
    - Komaroffia Kuntze (2 spp.)
    - Nigella L. (21 spp.), crnjika
    - Garidella L. (2 spp.)

  - Tribus Aconiteae Horan.
    - Staphisagria Hill (3 spp.)
    - Aconitum L.  (331 spp.), jedić, jadić, klobučić, dragoljub
    - Delphinium Tourn. ex L. (519 spp.), veliki kokotić, kokotić
    - Gymnaconitum (Stapf) Wei Wang & Z.D.Chen  (1 sp.)

  - Tribus Anemoneae DC.
    - Anemonastrum Holub  (33 spp.)
    - Anemone L. (102 spp.), Šumarica
    - Eriocapitella Nakai  (6 spp.)
    - Knowltonia Salisb.  (24 spp.)
    - Hepatica Mill. (9 spp.),  jetrenka, šumarica jetrenka
    - Metanemone W.T.Wang (1 sp.)
    - Pulsatilla Mill. (43 spp.), sasa
    - Clematis L. (377 spp.), paviti, vinjage, pavitina, povitine

  - Tribus Ranunculeae DC.
    - Kumlienia Greene (1 sp.)
    - Callianthemoides Tamura (1 sp.)
    - Peltocalathos Tamura (1 sp.)
    - Hamadryas Comm. ex Juss. (5 spp.)
    - Cyrtorhyncha Nutt. (1 sp.)
    - Beckwithia Jeps. (1 sp.)
    - Oxygraphis Bunge  (8 spp.)
    - Paroxygraphis W.W.Sm. (1 sp.)
    - Halerpestes Greene  (9 spp.)
    - Arcteranthis Greene  (1 sp.)
    - Trautvetteria Fisch. & C.A.Mey.  (3 spp.)
    - Ficaria Guett. (7 spp.)
    - Coptidium (Prantl) Á.Löve & D.Löve ex Tzvelev  (2 spp.)
    - Myosurus L. (9 spp.), mišorepka, malorepka, mišićni repić
    - Ceratocephala Moench  (3 spp.), rogoglavica
    - Laccopetalum Ulbr.  (1 sp.)
    - Krapfia DC.  (8 spp.)
    - Ranunculus L. (1731 spp.), žabnjak

  - Tribus Helleboreae DC
    - Caltha L. (15 spp.), kaljužnica, kopitac
    - Adonis (35 spp.), gorocvijet, plamenčić
    - Trollius L. (39 spp.), planinčica
    - Callianthemum C.A.Mey.  (14 spp.),  kalijantemum
    - Calathodes Hook.f. & Thomson (5 spp.)
    - Helleborus Tourn. ex L. (14 spp.), kukurijek
    - Asteropyrum J.R.Drumm. & Hutch. (2 spp.)
    - Beesia Balf.f. & W.W.Sm. (2 spp.)
    - Anemonopsis Siebold & Zucc.  (1 sp.), anemonopsis
    - Eranthis Salisb. (12 spp.), ozimica
    - Actaea  (28 spp.), habulica, steničarka (Cimicifuga)
- Thalictroideae Raf.
  - Thalictrum Tourn. ex L. (208 spp.), kozlačica, metiljka
  - Leptopyrum Rchb. (1 sp.)
  - Paraquilegia J.R.Drumm. & Hutch. (7 spp.)
  - Aquilegia L.  (110 spp.), pakujac
  - Urophysa Ulbr.  (2 spp.)
  - Semiaquilegia Makino (4 spp.), semijakvilegija
  - Dichocarpum W.T.Wang & P.K.Hsiao (21 spp.)
  - Isopyrum L. (4 spp.), pužarka
  - Enemion Raf. (6 spp.)

## Vanjske poveznice
|  | Zajednički poslužitelj ima još gradiva o temi Ranunculaceae |
|  | Wikivrste imaju podatke o taksonu Ranunculaceae             |